# خلاطة خرسانة

آلية عمل خلاطة الخرسانة.

خلاطة الخرسانة هو الجهاز الذي يستخدم لخلط الخرسانة، وذلك بتجميع الأسمنت والرمل والحصى، والماء لتشكيل الخرسانة . يستخدم خلاط الخرسانة النموذجي أسطوانة دوارة لخلط المكونات. تختلف أشكال خلاطات الأسمنت فمنها المحمول على عربات كبيرة، ومنها الثابت والذي ينقل بالجر، وحديثًا أصبحت هناك خلاطات على عربات يدوية صغيرة.